# المريوس (السوم)

تعديل مصدري - تعديل

المريوس هي إحدى قرى عزلة السوم بمديرية السوم التابعة لمحافظة حضرموت، بلغ تعداد سكانها 63 نسمة حسب تعداد اليمن لعام 2004.